# Andy Borowitz
Andy Borowitz (Shaker Heights, 4 de janeiro de 1958) é um escritor, comediante, satirista e ator estadunidense. Borowitz é um autor best-seller do The New York Times que ganhou o primeiro prêmio do National Press Club por humor. Ele é conhecido por criar a sitcom da NBC, The Fresh Prince of Bel-Air e a coluna satírica The Borowitz Report.

## Biografia
Borowitz nasceu em uma família judia reformista marginalmente observadora em Shaker Heights, Ohio, onde se formou na Shaker Heights High School.
Em 1980, Borowitz se formou magna cum laude no Harvard College, onde morou na Adams House e foi presidente do Harvard Lampoon. Ele também escreveu para os teatros Hasty Pudding. Borowitz estudou com o dramaturgo William Alfred e escreveu sua tese de graduação sobre a comédia Restauração.

## Carreira

### Hollywood
Depois de se formar em Harvard, Borowitz mudou-se para Los Angeles para trabalhar para o produtor Bud Yorkin na Tandem Productions, a empresa Yorkin co-fundada com o produtor Norman Lear, o criador de All in the Family. De 1982 a 1983, ele escreveu para a série de televisão Square Pegs, estrelada por Sarah Jessica Parker. De 1983 a 1984, ele escreveu para a série de televisão The Facts of Life. Ele escreveu para várias séries de televisão nos anos 80.
Em 1990, Borowitz criou The Fresh Prince of Bel-Air, que trabalhou por seis temporadas na NBC e lançou a carreira de ator de Will Smith. Borowitz recebeu um NAACP Image Award pela série.
Em 1998, Borowitz co-produziu o filme Pleasantville, estrelado por Reese Witherspoon, Tobey Maguire, William H. Macy, Joan Allen e Jeff Daniels. Foi indicado a três Oscar, incluindo Melhor Decoração de Direção de Arte, Melhor Figurino e Melhor Música, Trilha Sonora Original.
Em 2004, Borowitz apareceu em Melinda e Melinda, de Woody Allen, estrelando Will Ferrell, e em Marie e Bruce, estrelando Julianne Moore e Matthew Broderick. Marie e Bruce foram co-escritos por Wallace Shawn e pelo diretor Tom Cairns. Em 2007, ele apareceu no filme Fired!

### Sátira política
No final dos anos 90, Borowitz começou a enviar e-mails com paródias engraçadas de notícias para amigos. Em 2001, ele fundou o Borowitz Report, um site que publica uma sátira de notícias de 250 palavras todos os dias da semana. O site levou a uma maior fama e a uma ampla atenção a Borowitz como satirista político. O Wall Street Journal dedicou uma página a ele e a seu site em 2003, e o número de leitores chegou a milhões. Em 2005, o sindicato dos criadores de jornais, Creators Syndicate, começou a distribuir o The Borowitz Report para dezenas de grandes jornais, incluindo o Los Angeles Times, o Seattle Times e o Philadelphia Inquirer. É também um dos recursos mais antigos no site da Newsweek. Ele atuou como comentarista dos programas da National Public Radio Weekend Edition Sunday e Wait Wait ... Don't Tell Me!, este último em 12 de novembro de 2006. Borowitz também é colaborador regular do jornal Funny Times.
Em 2007, ele começou a blogar para o Huffington Post. Seus posts foram apresentados na página inicial do blog e rapidamente se tornaram um dos recursos mais populares. Sua popularidade aumentou durante a campanha de 2008, levando o The Daily Beast a chamá-lo de "rei da sátira da América".
Em 2009, o Borowitz Report iniciou um feed do Twitter, que foi eleito a conta número um do Twitter no mundo em uma pesquisa da revista Time em 2011. Eventualmente, ele abandonou o feed.
Em 18 de julho de 2012, Borowitz anunciou que o The New Yorker havia adquirido o site do Borowitz Report, a primeira vez que a revista havia feito essa aquisição. Nas primeiras 24 horas como recurso da New Yorker, o The Borowitz Report conquistou o maior número de visualizações de página em todo o site da New Yorker.  

### Artista de televisão
Em 2002, Borowitz ingressou na equipe do American Morning da CNN e logo apareceu no programa três manhãs por semana. Em 2004, ele cobriu a Convenção Nacional Democrata do canal, emparelhado com o comediante Lewis Black, do The Daily Show. Ele fez inúmeras aparições em outros programas de televisão, incluindo Countdown com Keith Olbermann, Best Week Ever no VH1 e Live at Gotham na Comedy Central.
Em 2010, Borowitz apareceu no programa PBS Need to Know. Tom Shales, crítico de televisão do The Washington Post, elogiou Borowitz por elogios, chamando-o de "uma das piadas mais engraçadas da web".

### Stand-up comedy
O sucesso de Borowitz como artista de televisão o levou a se tornar um forte atrativo como comediante de stand-up, e começou a ser destaque em grandes clubes de comédia em todo o país, incluindo Carolines na Broadway, onde realiza um programa mensal chamado Next Week's News. Outros comediantes principais que apareceram com ele em que mostra incluem Amy Sedaris e Susie Essman da HBO é Curb Your Enthusiasm.
Por quatro anos consecutivos a partir de 2004, ele se apresentou no The Comedy Festival em Aspen, Colorado.
Em setembro de 2007, ele encabeçou uma edição do Next Week's News no festival Bumbershoot em Seattle, Washington, apresentando-se para audiências exclusivas e críticos da imprensa, incluindo o Seattle Post-Intelligencer. Ele também se apresentou em uma casa lotada no New York Comedy Festival de 2007, que contou com outros comediantes de destaque, incluindo Denis Leary, Bill Maher e Sarah Silverman.
Em 2008, ele organizou uma série de shows esgotados na 92nd Street Y, em Nova York, chamada "Countdown to the Election". O show recebeu ótimas críticas e contou com convidados como Arianna Huffington, Mo Rocca, Jonathan Alter, Joy Behar e Jeffrey Toobin .
Ele continuou em turnê pelo país realizando stand-up, incluindo uma apresentação na Universidade da Califórnia, Santa Barbara, em abril de 2008. O jornal da universidade, Daily Nexus, relatou que Borowitz tocava em uma casa lotada e fazia o público "irromper de tanto rir".
O comediante Mike Birbiglia elogiou Borowitz em um perfil de maio de 2009 na Harvard Magazine: "Andy pegou a comédia de stand-up como hobby, e é tão bom quanto qualquer pessoa".
Em 28 de novembro de 2010, o CBS News Sunday Morning exibiu uma retrospectiva de sua carreira como comediante e escritor, chamando-o de "uma das pessoas mais engraçadas da América".
Em 28 de junho de 2011, ele se apresentou no Central Park Summerstage, em Nova York, e atraiu uma multidão estimada em 5.000 pessoas, estabelecendo um novo recorde de participação em um evento de palavras faladas do Summerstage.

### The New Yorker
Em 1998, Borowitz começou a contribuir com humor para a revista The New Yorker. Ele rapidamente se tornou um dos colaboradores de humor mais prolíficos da revista, escrevendo dezenas de ensaios, incluindo "Emily Dickinson, Jerk of Amherst", selecionada como uma das peças de humor mais engraçadas da história da revista e incluída no humor da New Yorker, coleção intitulada Pijamas ferozes. Mais duas peças de humor dele apareceram na coleção de 2008 da revista intitulada "Disquiet, Please!" Ele também se apresentou nas revistas de humor do The New Yorker Festival na Câmara Municipal de Nova York com outros colaboradores da New Yorker como Woody Allen, Steve Martin e Calvin Trillin. Além disso, ele se juntou ao The New Yorker College Tour, onde se apresentou com o grupo de improvisação The Second City e David Sedaris.
Além de escrever para a The New Yorker, Borowitz escreveu para muitas outras revistas, incluindo Vanity Fair e The Believer, e foi o principal colaborador da revista de culto Army Man.

### National Book Awards
Em 2009, Borowitz foi escolhido pela National Book Foundation para sediar o National Book Awards na cidade de Nova York. Anfitriões anteriores incluíram comediantes e escritores como Steve Martin e Garrison Keillor. Seu desempenho rendeu-lhe um compromisso de retorno para a cerimônia de premiação de 2010.

### Os 50 escritores americanos mais engraçados
Em 2011, a Library of America escolheu Borowitz para editar uma antologia do humor americano intitulada The 50 Funniest American Writers. Abrangendo o humor americano de Mark Twain a The Onion, o livro foi lançado em 13 de outubro de 2011. O livro se tornou um best-seller no dia de sua publicação, alcançando o número oito na Amazon.com e se tornando o livro de humor número um nos Estados Unidos. Também se tornou o primeiro livro dos 32 anos de história da Library of America a se tornar um best-seller do New York Times e do Wall Street Journal . Tanto a Barnes & Noble quanto a Amazon.com o nomearam como o melhor livro de 2011, e a Amazon.com o nomeou o número um do livro de entretenimento do ano. Em uma matéria sobre o livro, o Washington Post observou o sucesso popular do livro, chamando Borowitz de "o melhor criador de notícias falsas da América e o mais satírico político mais agudo".

### An Unexpected Twist
Em 2012, Borowitz escreveu seu primeiro trabalho autobiográfico, An Unexpected Twist (Uma Torção Inesperada)  –    um único Kindle da Amazon. O ensaio narra a experiência de quase morte de Borowitz em 2008, quando foi submetida a uma cirurgia abdominal de emergência na cidade de Nova York. Uma mistura de comédia sombria, drama hospitalar e história de amor, o livro se tornou um best-seller em seu primeiro dia de lançamento, colocando o número um no gráfico Kindle Single da Amazon. Ele se tornou o primeiro Kindle não-ficção a entrar na lista de best-sellers do Wall Street Journal, estreando no número seis.
Em sua resenha do The New York Times, Dwight Garner escreveu: "Andy Borowitz é o humano mais engraçado do Twitter, e isso não é um elogio. Seu primeiro e-book original  –  o atual single mais vendido  –  é um livro de memórias seriocomic chamado "Uma torção inesperada", sobre um bloqueio em seu cólon que quase o matou. Este livro engraçado tem uma gravidade emocional sorrateira. Como o tempo de sua doença, ele se casou apenas alguns meses, e seu pequeno livro se torna uma história de amor bastante grande".
Em sua resenha do livro, o jornalista Seth Mnookin escreveu: "Borowitz se tornou um dos satíristas mais elogiados do país - pense nele como um literário Jon Stewart. Seu nome aparece na capa de um dos volumes de maior sucesso da Biblioteca da América (Os 50 mais engraçados escritores americanos * (*De acordo com Andy Borowitz)). Ele foi eleito pelos leitores da revista Time como tendo o # 1 feed do Twitter no mundo. Ele até organizou o National Book Awards - duas vezes ... Não é surpresa que Borowitz seja capaz de minar sua situação por humor. O que torna "Uma torção inesperada" ainda mais satisfatória é sua capacidade de destacar alguns dos aspectos surreais e enfurecedores da moderna assistência médica americana sem bater no leitor com a cabeça ".
Em 25 de junho de 2012, a Amazon nomeou "Uma torção inesperada" como o melhor livro do Kindle em 2012.

### Outros
Desde 1999, Borowitz é o principal anfitrião do The Moth, um grupo de histórias de Nova York. Ele canta com a banda de rock literária Rock Bottom Remainders, um grupo com um elenco rotativo de jogadores, incluindo Dave Barry, Matt Groening, Roy Blount Jr., Stephen King, Amy Tan, Robert Fulghum, Barbara Kingsolver e Scott Turow, entre outros. Ele ensinou roteiro nos Estados Unidos e na Europa e faz parte do corpo docente convidado do Maurits Binger Film Institute, em Amsterdã.
Em outubro de 2012, ele se tornou o apresentador da série de comédia da BBC News Quiz USA. A série de comédia de sucesso tem milhões de ouvintes na BBC Radio 4 no Reino Unido e é transmitida na estação de rádio pública WNYC em Nova York.

## Vida pessoal
Ele foi casado com Susan Borowitz, co-criadora do The Fresh Prince of Bel-Air . Após seu divórcio ele se casou com Olivia Gentile, autora de Life List: A Woman's Quest for the World's Most Amazing Birds (Lista da vida: a procura de uma mulher é para a maioria das aves incríveis do mundo). Ele tem três filhos e vive na cidade de Nova York.

## Prêmios
- 1992  –  Prêmio NAACP Image para o fresco príncipe de Bel-Air
- 2001 e 2005  –    finalista do Prêmio Thurber de Humor Americano
- 2002  –    ingressado no Clube dos Frades de Nova York
- 2004  –    Prêmio inaugural do National Press Club de Humor

## Livros
- 2000 - O Trillionaire Next Door - O guia do investidor ganancioso sobre as negociações do dia. Cidade de Nova York, Nova York: HarperBusiness. ISBN 978-0-06-662076-3.
- 2003 - Quem mexeu no meu sabão?  - O Guia do CEO para Sobreviver na Prisão. Nova York, Nova York: Simon & Schuster. ISBN 978-0-7432-5142-6 ISBN   978-0-7432-5142-6.
- 2004 - Governador Arnold - Fotodiário de seus primeiros 100 dias no cargo. Nova York, Nova York: Simon & Schuster. ISBN 978-0-7432-6266-8 ISBN   978-0-7432-6266-8.
- 2004  –  O Relatório Borowitz  –  O grande livro de choque. Nova York, Nova York: Simon & Schuster Paperbacks . ISBN 978-0-7432-6277-4 ISBN - 978-0-7432-6277-4.
- 2006 - O manual republicano . Nova York, Nova York: Hyperion Books. ISBN 978-1-4013-0290-0 ISBN   978-1-4013-0290-0.
- 2009 - Quem mexeu no meu sabão? Guia do CEO para sobreviver na prisão - A edição de Bernie Madoff. Nova York, Nova York: Simon & Schuster . ISBN 978-0-7432-5142-6 ISBN   978-0-7432-5142-6.
- 2011 - Os 50 escritores americanos mais engraçados * (* de acordo com Andy Borowitz) - Uma antologia do humor de Mark Twain à cebola . Cidade de Nova York, Nova York: Library of America. ISBN 978-1-59853-107-7 ISBN - 978-1-59853-107-7 .
- 2012 -  "Uma torção inesperada". Seattle, Washington: Amazon Digital Services. ASIN B007A4V33M   ( Amazon Kindle Single).